# 普里斯坦齊涅 (新桑扎里區)
49°23′37″N 34°30′19″E / 49.39361°N 34.50528°E
普里斯坦齊涅（烏克蘭語：Пристанційне），是烏克蘭中部的村莊，隸屬波爾塔瓦州的波爾塔瓦區。該村面積1.92平方公里，海拔高度89米，2001年人口877，人口密度每平方公里456.8人。